# Dasineura mariae
Dasineura mariae är en tvåvingeart som beskrevs av Sylven 1993. Dasineura mariae ingår i släktet Dasineura och familjen gallmyggor.
Artens utbredningsområde är Spanien. Inga underarter finns listade i Catalogue of Life.